# 吳徵鼇
吳徵鼇（1848年—？），又稱吳徽鼇，福建福州府侯官縣人，清朝政治人物、進士出身。
同治十二年，登癸酉科福建鄉試舉人。次年，登進士。光緒三年，任廣東河源縣知縣。光緒九年，任廣東順德縣知縣。光緒十六年，任廣西興安縣知縣。光緒十九年，調署廣西賀縣。光緒二十年，任廣西太平府龍州同知。光緒二十九年，任廣西鎮安府知府，署廣西桂林府知府。光緒三十年，任廣西桂林府知府。光緒三十三年，任廣西右江道。光緒三十四年，署廣西按察使。民國元年（1912年），任福建鹽運使。